# Amada García Rodríguez
Amada García Rodríguez (Mugardos, 17 d'octubre de 1909 - Ferrol, 27 de gener de 1938) va ser una militant comunista gallega, detinguda quan estava embarassada i afusellada després de tenir al seu fill, al castell de San Felipe, al costat d'unes altres set persones, per militars franquistes, durant la Guerra Civil espanyola.

## Dona, jove, i militant comunista
Amada García era una jove militant del Partit Comunista d'Espanya, a Mugardos, port de Ferrol, Galícia. Activa en la seva militància, protagonitzava accions rarament assumides per dones, la qual cosa provocava l'escàndol en els sectors reaccionaris de la societat.

## Cop d'estat i repressió
L'accés violent al poder dels falangistes i de militars protagonistes del cop d'estat del 18 de juliol liderat pels generals Franco, Mola, Sanjurjo i Goded, en 1936, donà cop a un pla de repressió a Galícia, com va esdevenir de manera dura i extensa a la comarca de Ferrol. Centenars de persones van morir sense judici ni procediments legals, per raons polítiques.

## Detenció i mort d'Amada García

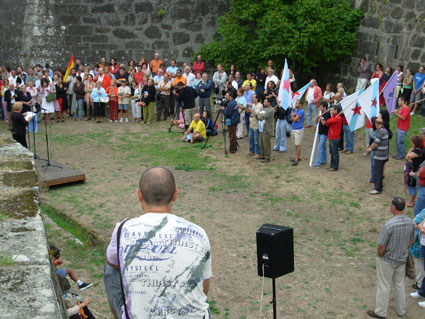
Vista parcial de l'acte d'homenatge, a l'agost de 2006, a les víctimes del franquisme afusellades en els murs del castell de San Felipe, a la ria de Ferrol.

Amada va ser detinguda estant embarassada, fent que el Consell de guerra ajornés l'aplicació d'una sentència de mort, fins al naixement del seu fill Gabriel. A l'espera d'aquest moment, va estar confinada a la Presó de Dones de Ferrol, i després el 31 d'octubre de 1937 al "Hospital de Caritat de Ferrol", on va parir. 88 dies després, el 27 de gener de 1938, va ser conduïda al Castell de San Felipe, una presó militar als marges de la ria de Ferrol. Allí va ser executada, per un escamot d'afusellament, el gener de 1938, el mateix dia on també van ser executats, en el mateix lloc, unes altres set persones de la mateixa comarca: Juan José Teixeiro Leira, José María Montero Martínez, Ángel Roldos Gelpi, Antonio Eitor Caniça, de Mugardos; Ramón Rodrigues Lopes, Jaime Gonçales Peres, de Ares; y Germán Lopes García, de Cabanas.
El consell de guerra que li va ser imposat tenia irregularitats, com a declaracions falses signades per testimonis analfabets; i amenaces i multes als testimonis de la defensa. Fonts orals van dir que va haver-hi un moviment de solidaritat entre els presos per tal d'evitar l'afusellament de la jove mugardesa.

## Amada García en la memòria històrica de Galícia
La seva filla gran es va fer monja, mentre que el nounat, Gabriel, lliurat al seu avi, va ser criat, posteriorment, per ties catòliques. Una germana d'Amada va entrar al Monestir d'Eiris, mentre que una amiga de la mare, María José Leira, va abandonar Galícia després de ser commutada la seva pena de mort per tenir una bandera comunista; i ser afusellat el marit, un mestre d'escola de la comarca.
En l'actualitat, el fill d'Amada, Gabriel, visita anualment el mur del castell on van afusellar a la seva mare, continuant la denúncia, i difonent l'esdevingut, a més de la falta de reconeixement de les institucions actuals per a les víctimes del feixisme a Galícia.